# Vladimír Skalický
Vladimír Skalický [ˈvlaɟɪmiːr ˈskalɪtskiː], auch Láva Skalický, (* 12. April 1930 Prag; † 6. Juli 1993 ebenda) war ein tschechoslowakischer Botaniker und Mykologe. Sein offizielles botanisches Autorenkürzel lautet „Skalicky“.

## Werke
- Vladimír Skalický et al.: Květena. Bd. 2. Prag, 1990. (tschechisch)
- Vladimír Skalický: Die regional-phytogeographische Gliederung des Westböhmischen Bezirkes. Pilsen, 1975. (deutsch)